# Dufourea mongolica
Dufourea mongolica is een vliesvleugelig insect uit de familie Halictidae. De wetenschappelijke naam van de soort is voor het eerst geldig gepubliceerd in 1959 door Popov.